# Centromeria speilinea
Centromeria speilinea är en insektsart som först beskrevs av Walker 1857.  Centromeria speilinea ingår i släktet Centromeria och familjen Dictyopharidae. Inga underarter finns listade i Catalogue of Life.